# Калмиков Валерій Дмитрович
Валерій Дмитрович Калмиков (нар. 28 серпня 1908, Ростов-на-Дону — 22 березня 1974, місто Москва) — радянський державний діяч, міністр радіопромисловості СРСР. Кандидат у члени ЦК КПРС у 1956—1961 роках. Член ЦК КПРС у 1961—1974 роках. Депутат Верховної Ради СРСР 5—8-го скликань. Герой Соціалістичної Праці (17.06.1961).

## Життєпис
Народився в родині службовця. З 1924 року працював електромонтером в місті Ростові-на-Дону на будівництві індустріального технікуму, одночасно без відриву від виробництва з 1926 по 1929 рік навчався в Ростовському індустріальному технікумі.
З 1929 року — в Москві. У 1929—1933 роках працював майстром, начальником цеху, старшим інженером на заводі «Москабель».
У 1934 році закінчив вечірнє відділення Московського енергетичного інституту імені Молотова.
З 1934 року — інженер-конструктор, у 1935—1942 роках — головний конструктор науково-дослідного інституту (НДІ-100) суднобудівної промисловості.
Член ВКП(б) з 1942 року.
У 1942—1949 роках — директор науково-дослідного інституту (НДІ-100) суднобудівної промисловості. Керував створенням перших зразків радянської радіоелектронної техніки, яка застосовувалася у військово-морському флоті.
У 1949—1951 роках — начальник 4-го Головного управління реактивного озброєння Міністерства суднобудівної промисловості СРСР.
У 1951—1954 роках — заступник начальника 3-го Головного управління при Раді міністрів СРСР.
21 січня 1954 — 14 грудня 1957 року — міністр радіотехнічної промисловості СРСР.
14 грудня 1957 — 13 березня 1963 року — голова Державного комітету Ради міністрів СРСР із радіоелектроніки — міністр СРСР.
За видатні заслуги в створенні зразків ракетної техніки і забезпечення успішного польоту радянської людини в космічний простір Указом Президії Верховної Ради СРСР від 17 червня 1961 року Калмикову Валерію Дмитровичу присвоєно звання Героя Соціалістичної Праці з врученням ордена Леніна і золотої медалі «Серп і Молот».
13 березня 1963 — 2 березня 1965 року — голова Державного комітету із радіоелектроніки СРСР — міністр СРСР.
2 березня 1965 — 22 березня 1974 року — міністр радіопромисловості СРСР.
Помер 22 березня 1974 року після важкої хвороби. Похований в Москві на Новодівочому цвинтарі.

## Нагороди
- Герой Соціалістичної Праці (17.06.1961)
- сім орденів Леніна (10.04.1945, 20.04.1956, 21.12.1957, 27.08.1958, 17.06.1961, 29.07.1966, 25.10.1971)
- орден Жовтневої Революції (28.08.1968)
- медаль «За трудову доблесть» (2.10.1950)
- Сталінська премія ІІІ ст. (1949)
- Сталінська премія (1952)
- медалі